# Skive fH
Skive fH (Skive forenede Håndboldklubber) er en håndboldklub fra Skive, hvis førstehold hos herrerne i 2021/2022 spillede i Herrehåndboldligaen.

## Historie
Klubben blev grundlagt i 1982 som en fusion mellem Skive KFUM og Skive Håndboldklub og er blandt landets største håndboldklubber med ca. 600 medlemmer, 7 seniorhold og 50 børne- og ungdomshold.
I Sæsonen 2010/11 blev holdet nr. to i 1. division og kvalificerede sig til oprykningsspillet, her var de i gruppe med Viborg HK og Fredericia HK fra ligaen samt Skanderborg Håndbold fra 1. division. med tre sejre og en uafgjort i opspillet, rykkede holdet som blot det andet herrehold op via opspillet.
I 2008/2009 vandt holdet sin 2. divisionspulje og rykket op i 1. division. i den efterfølgende sæson sluttede holdet med en femteplads.
I sæsonen 2011/12 sluttede de næstsidst i grundspillet, for derefter at blive nr. 3 i op-/nedspillet, for derefter at tabe med 1-2 i kampe til TMS Ringsted og rykkede dermed ned i 1. division. Men i løbet af sommeren 2012 gik AG København konkurs, hvorfor Skive fH blev tilbudt den ekstra plads i ligaen, hvilken de accepterede.
Damerne spillede i Damehåndboldligaen i sæsonen 2014/15, hvor de blev nr. 11. De vandt 1. division i 2011/12 og spiller derfor i Damehåndboldligaen i sæsonen 2012/13 efter en sjetteplads i sæsonen 2010/11, som de rykkede op i i 2009/10. Den 15. marts 2015 trak klubben holdets damehold fra Damehåndboldligaen, da herreholdet lige var rykket op i Herrehåndboldligaen, og ledelsen ikke mente, at de kunne finansiere to topligahold.
Klubbens herrehold sikrede sig i sæsonen 2020/21, oprykning til landets bedste mandlige håndboldrække Herrehåndboldligaen.

## Herrer
Holdets trænerteam udgøres af cheftræner er Arne Damgaard og assistent Peter Schilling.

### Herretruppen 2021-22
| Nr. | Navn                     | Nationalitet      | Position     |
| --- | ------------------------ | ----------------- | ------------ |
| 1   | Magnus Brandbyge         | Danmark           | Målvogter    |
| 4   | Mads-Peter Lønborg       | Danmark           | Højre back   |
| 5   | William Skovsager        | Danmark           | Venstre back |
| 6   | Matias Damgaard          | Danmark           | Højre back   |
| 7   | Malte Justesen           | Danmark           | Venstre fløj |
| 8   | Philip Pedersen          | Danmark           | Stregspiller |
| 9   | Magnus Sønnichsen        | Danmark           | Højre fløj   |
| 10  | Anders Bohl Damgaard     | Danmark           | Venstre back |
| 11  | Magnus Haubro Jensen     | Danmark           | Playmaker    |
| 17  | Anders Søgaard Rasmussen | Danmark           | Stregspiller |
| 18  | Christian Lorentzen      | Danmark           | Venstre fløj |
| 19  | Tobias Rasmussen         | Danmark           | Playmaker    |
| 23  | Benjamin Holm            | Danmark           | Højre back   |
| 16  | Anders Gade              | Danmark           | Højre back   |
| 29  | Søren Tau Sørensen       | Danmark           | Stregspiller |
| 30  | Shadrach-Amie Nsoni      | Republikken Congo | Målvogter    |
| 31  | Oliver Juhl              | Danmark           | Højre fløj   |
| 44  | Frederik Sass            | Danmark           | Venstre fløj |
| 47  | Nickolei Jensen          | Danmark           | Playmaker    |

## Damer
Dameholdet har tidligere været trænet af den tidligere FCM Håndbold, Viborg HK og Hypo Niederösterreich træner Ryan Zinglersen og Bo Østergaard. De vandt i sæsonen 2011/2012 1. division hvor træneren hed Jan Eversby, og de spillede fortsat i Damehåndboldligaen i sæsonen 2014/15. Indtil holdet blev trukket fra turneringen inden sæsonen 2015/16.